# آمانو فوجی‌هیده
آمانو فوجی‌هیده (به ژاپنی: 天野 藤秀 あまの ふじひで)؛ (تولد نامشخص – مرگ نامشخص)، یک سامورایی در دوره سنگوکو و ارباب قلعه ایوامورا بود.

## پس تابع شدن به خاندان تاکدا
در اکتبر ۱۵۷۲، زمانی که تاکدا شینگن تهاجم گسترده‌ای به قلمرو توکوگاوا (عملیات سیجو) انجام داد، آمانو فوجی‌هیده تسلیم خاندان تاکدا شد و پسر ارشد خود، کوشیرو کاگه‌یاسو، را به عنوان گروگان به ولایت کای فرستاد. پس از آن به عنوان عضوی از خاندان سنشو تحت خاندان تاکدا با ارتش توکوگاوا جنگید و در آوریل ۱۵۷۴ دره اینوی مورد حمله توکوگاوا ایه‌یاسو قرار گرفت اما به دلیل آب و هوای بد توانست با موفقیت از خود دفاع کند. پس از آن، او حمله. غافلگیرانه ای به ارتش در حال عقب‌نشینی ایه‌یاسو کرد و آن را به‌طور کامل نابود کرد.